# 스코틀랜드 왕립은행

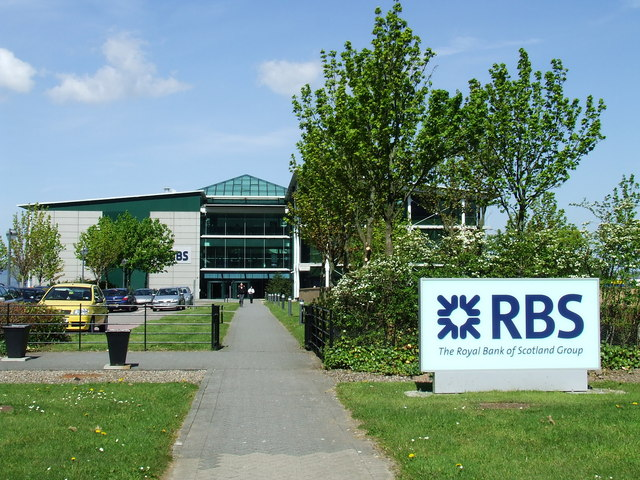

스코틀랜드 왕립은행(영어: The Royal Bank of Scotland plc, 스코틀랜드 게일어: Banca Rìoghail na h-Alba, 스코트어: Ryal Baunk o Scotland, RBS)은 에딘버러에 본사를 둔 영국의 대형 상업 은행이다.